# Grindorff-Bizing
Grindorff-Bizing est une commune française située dans le département de la Moselle, en région Grand Est.

## Géographie
| Rémeling  | Waldwisse        |           |
| Halstroff | Grindorff-Bizing | Flastroff |
|           | Waldweistroff    |           |

### Hydrographie
La commune est située dans le bassin versant du Rhin au sein du bassin Rhin-Meuse. Elle est drainée par le ruisseau Remel, le ruisseau le Hermes et le ruisseau de Waldwisse.
Le Remel, d'une longueur totale de 15,2 km, prend sa source dans la commune de Kirschnaumen et se jette  dans la Nied en Allemagne, après avoir traversé six communes.

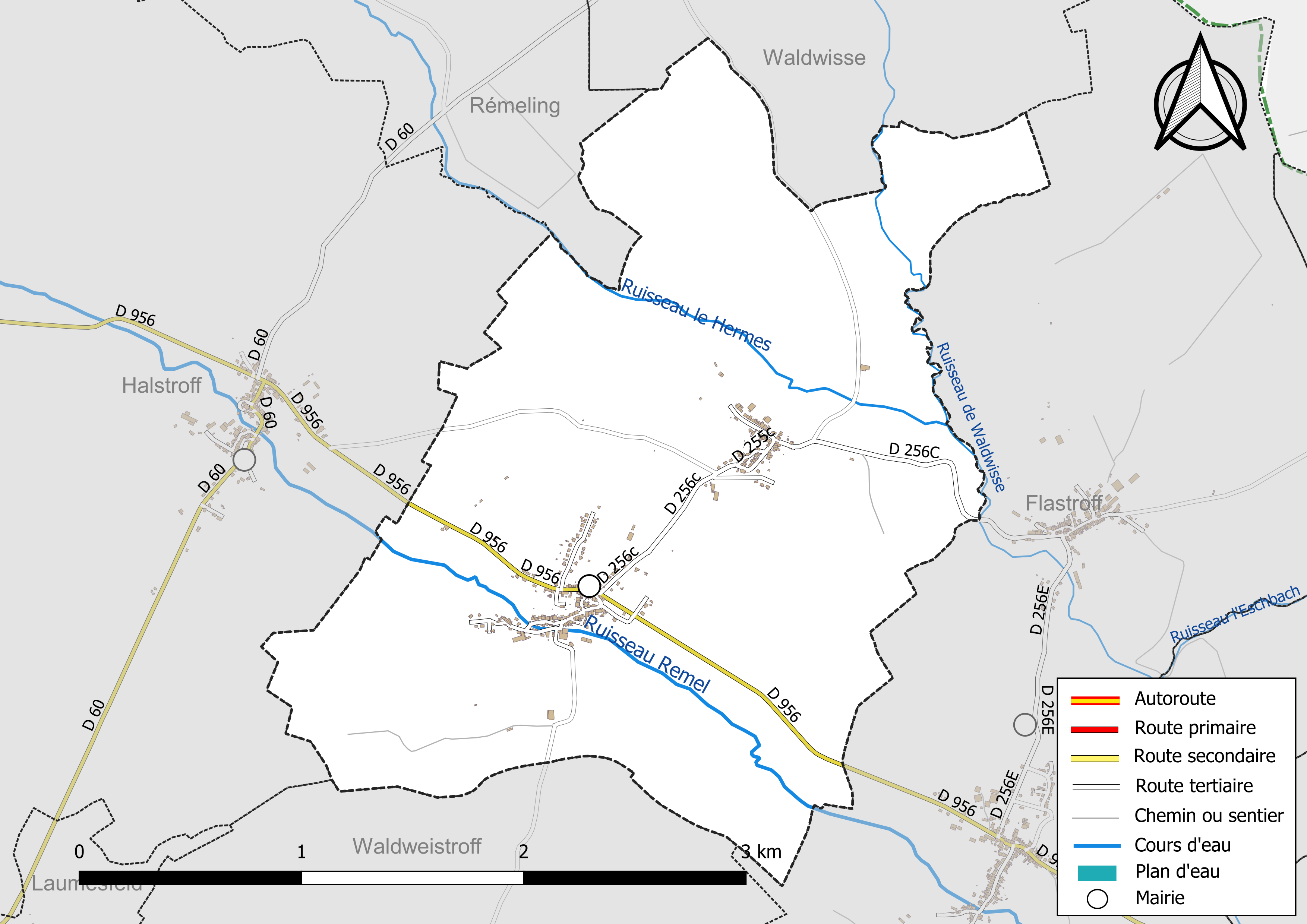
Réseaux hydrographique et routier de Grindorff-Bizing.

La qualité des eaux des principaux cours d’eau de la commune, notamment du ruisseau Remel, peut être consultée sur un site spécial géré par les agences de l’eau et l’Agence française pour la biodiversité.

### Climat
Pour des articles plus généraux, voir Climat du Grand Est et Climat de la Moselle.
En 2010, le climat de la commune est de type climat des marges montargnardes, selon une étude du Centre national de la recherche scientifique s'appuyant sur une série de données couvrant la période 1971-2000. En 2020, Météo-France publie une typologie des climats de la France métropolitaine dans laquelle la commune est exposée à un climat semi-continental et est dans la région climatique  Lorraine, plateau de Langres, Morvan, caractérisée par un hiver rude (1,5 °C), des vents modérés et des brouillards fréquents en automne et hiver. 
Pour la période 1971-2000, la température annuelle moyenne est de 9,6 °C, avec une amplitude thermique annuelle de 16,8 °C. Le cumul annuel moyen de précipitations est de 872 mm, avec 12,5 jours de précipitations en janvier et 9,3 jours en juillet. Pour la période 1991-2020, la température moyenne annuelle observée sur la station météorologique de Météo-France la plus proche, « Malancourt », sur la commune d'Amnéville à 29 km à vol d'oiseau, est de 10,2 °C et le cumul annuel moyen de précipitations est de 884,1 mm. 
La température maximale relevée sur cette station est de 39,3 °C, atteinte le 25 juillet 2019 ; la température minimale est de −17,9 °C, atteinte le 5 janvier 1985,,. 
Les paramètres climatiques de la commune ont été estimés pour le milieu du siècle (2041-2070) selon différents scénarios d'émission de gaz à effet de serre à partir des nouvelles projections climatiques de référence DRIAS-2020. Ils sont consultables sur un site spécial publié par Météo-France en novembre 2022.

## Urbanisme

### Typologie
Au 1er janvier 2024, Grindorff-Bizing est catégorisée commune rurale à habitat dispersé, selon la nouvelle grille communale de densité à sept niveaux définie par l'Insee en 2022.
Elle est située hors unité urbaine et hors attraction des villes,.

### Occupation des sols
L'occupation des sols de la commune, telle qu'elle ressort de la base de données européenne d’occupation biophysique des sols Corine Land Cover (CLC), est marquée par l'importance des territoires agricoles (93,3 % en 2018), une proportion sensiblement équivalente à celle de 1990 (93,6 %). La répartition détaillée en 2018 est la suivante : 
terres arables (84,4 %), prairies (6,2 %), zones urbanisées (4 %), forêts (2,7 %), zones agricoles hétérogènes (2,6 %). L'évolution de l’occupation des sols de la commune et de ses infrastructures peut être observée sur les différentes représentations cartographiques du territoire : la carte de Cassini (XVIIIe siècle), la carte d'état-major (1820-1866) et les cartes ou photos aériennes de l'IGN pour la période actuelle (1950 à aujourd'hui).

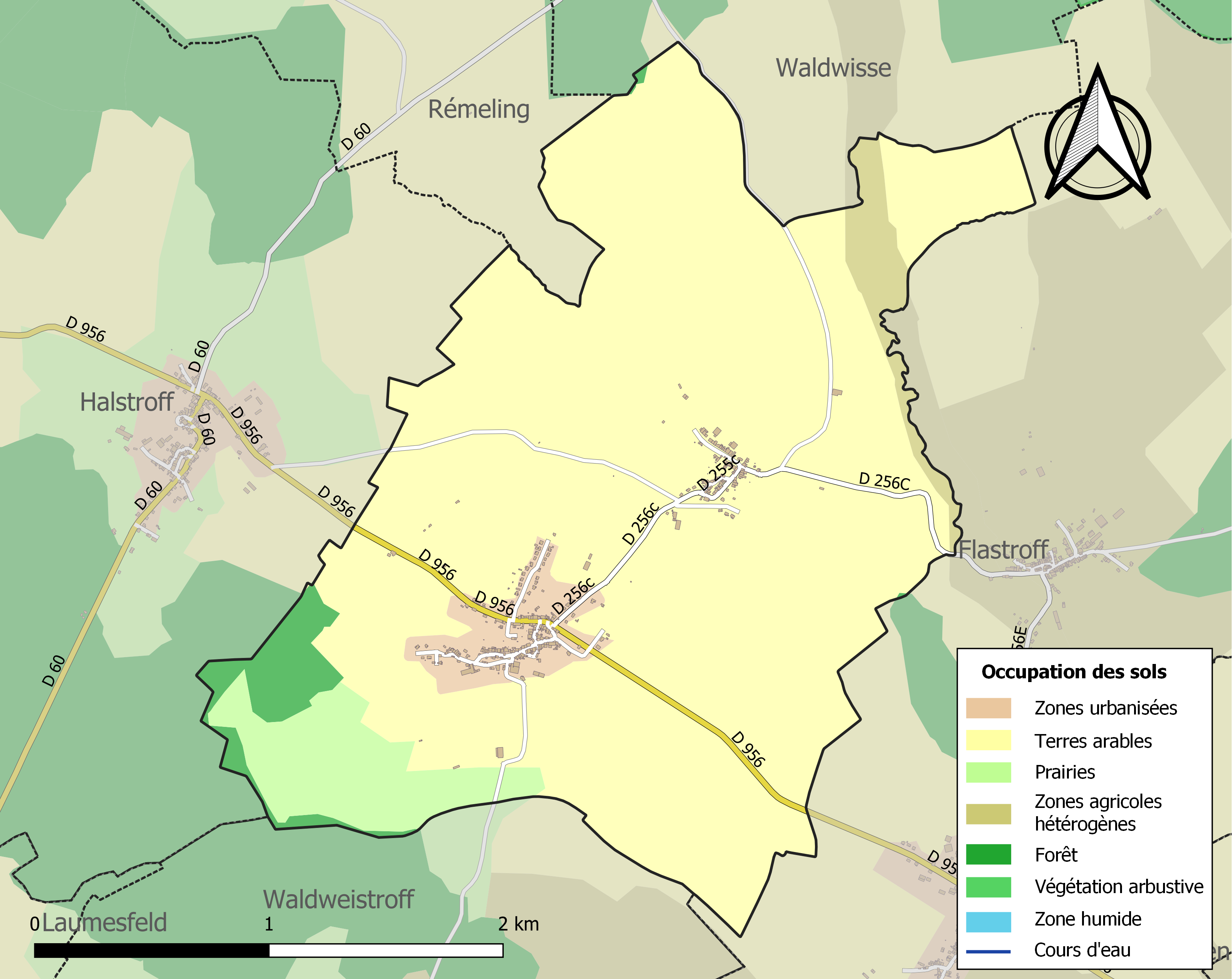
Carte des infrastructures et de l'occupation des sols de la commune en 2018 (CLC).

## Toponymie
- Avant le décret no 2002-500 du 10 avril 2002, la commune s'appelait Grindorff.

### Grindorff
- D'un nom de personne germanique Gruno + dorf[14] (village).
- Brondorf (1594) ; Gründroff, Gründorff et Grondorff (XVIIe siècle) ; Grind'of (1756) ; Grindorff (1793) ; Grindorf (1871-1918) ; Gründorf (1941–1944).
- Gréindorf, Gréinsdroff et Gréindrëf en francique lorrain.

### Bizing
- Bisanga (912), Buosinga (XIIe siècle), Bisanga (1140), Bisange et Busingin (XIIIe siècle), Besainge (1296), Bitzing (1544), Bursingen et Busingen (1594), Biessingen et Biesing (1698), Busingen (XVIIIe siècle), Bizingen et Bisingen (1706), Bising (1793)[15], Bizing (1825), Bisingen (1871-1918).
- Béiséngen en francique lorrain.

### Sobriquets
Sobriquets anciens désignant les habitants de la commune:
- Di Gréindrowwer Schlecken (les escargots de Grindorff).
- Di Béisénger Horran (les bohémiens de Bizing).

## Histoire
- Dépendait de l'ancienne province de Lorraine, de la mairie de Bizing dans la prévôté de Sierck, puis du bailliage de Bouzonville.
- Possession de l'abbaye, puis de la chartreuse de Rettel.
- Le village de Bising (Bizing) fut réuni à Grindorff par décret du 9 septembre 1811.

## Politique et administration
| Période                                  | Période   | Identité           | Étiquette | Qualité |
| ---------------------------------------- | --------- | ------------------ | --------- | ------- |
| mars 1983                                | mars 1990 | Pierre Sommen      |           |         |
| mars 1995                                | En cours  | Jean-Michel Schutz |           |         |
| Les données manquantes sont à compléter. |           |                    |           |         |

## Démographie
L'évolution du nombre d'habitants est connue à travers les recensements de la population effectués dans la commune depuis 1800. Pour les communes de moins de 10 000 habitants, une enquête de recensement portant sur toute la population est réalisée tous les cinq ans, les populations de référence des années intermédiaires étant quant à elles estimées par interpolation ou extrapolation. Pour la commune, le premier recensement exhaustif entrant dans le cadre du nouveau dispositif a été réalisé en 2006.

En 2022, la commune comptait 311 habitants, en évolution de −2,2 % par rapport à 2016 (Moselle : +0,52 %, France hors Mayotte : +2,11 %).
| 1800 | 1806 | 1821 | 1836  | 1841  | 1861 | 1866 | 1871 | 1875 |
| ---- | ---- | ---- | ----- | ----- | ---- | ---- | ---- | ---- |
| 120  | 128  | 929  | 1 159 | 1 162 | 852  | 778  | 774  | 763  |

| 1880 | 1885 | 1890 | 1895 | 1900 | 1905 | 1910 | 1921 | 1926 |
| ---- | ---- | ---- | ---- | ---- | ---- | ---- | ---- | ---- |
| 715  | 667  | 667  | 639  | 638  | 651  | 643  | 621  | 308  |

| 1931 | 1936 | 1946 | 1954 | 1962 | 1968 | 1975 | 1982 | 1990 |
| ---- | ---- | ---- | ---- | ---- | ---- | ---- | ---- | ---- |
| 318  | 333  | 313  | 299  | 304  | 301  | 290  | 272  | 263  |

| 1999 | 2006 | 2011 | 2016 | 2021 | 2022 | - | - | - |
| ---- | ---- | ---- | ---- | ---- | ---- | - | - | - |
| 267  | 314  | 313  | 318  | 314  | 311  | - | - | - |

## Culture locale et patrimoine

### Lieux et monuments

#### Édifices religieux

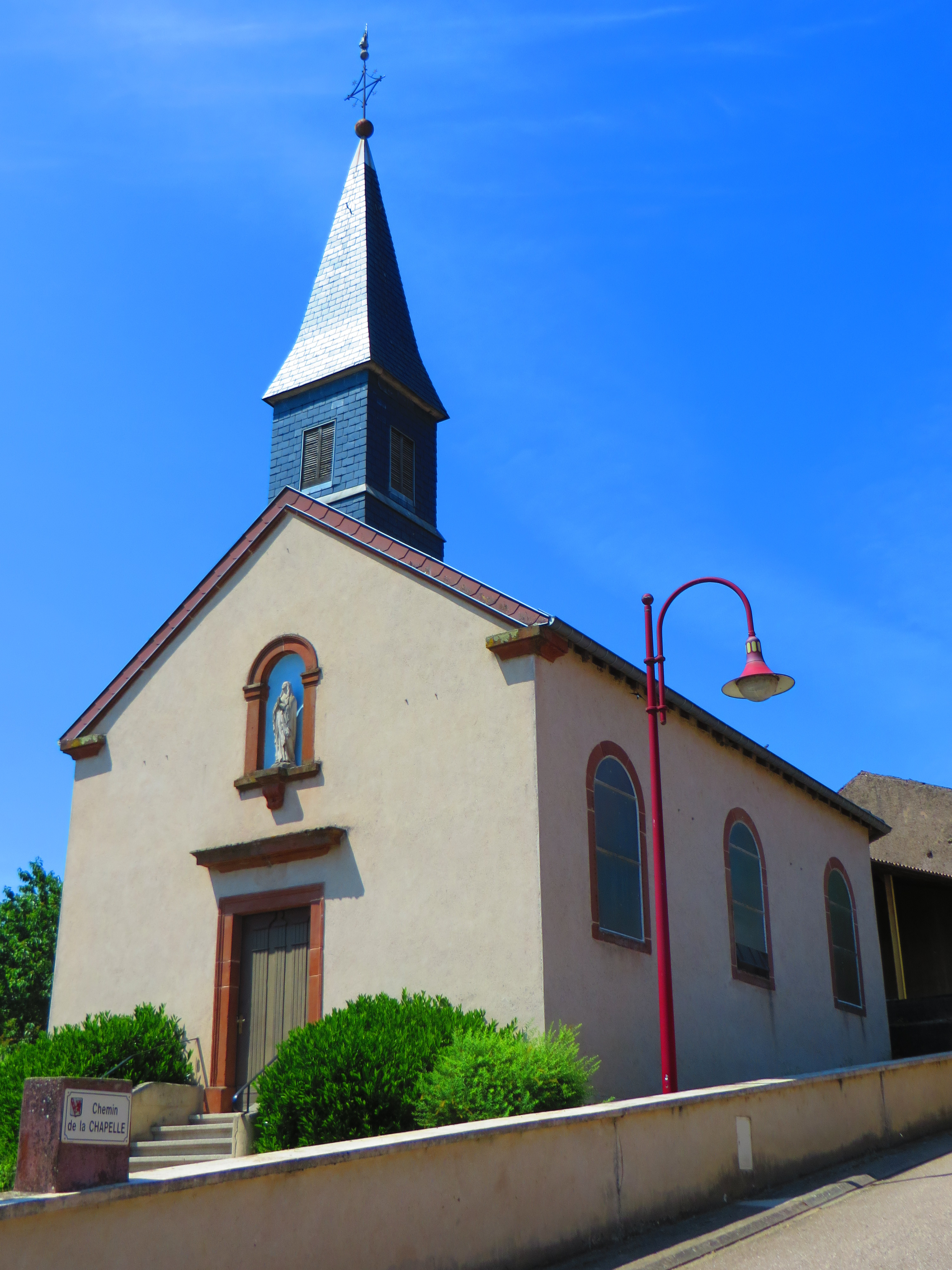
Chapelle de L'Immaculée-Conception à Bizing.

- Chapelle Saint-Isidore. La première chapelle fut détruite au XVIIe siècle, après la guerre de Trente Ans ; la nouvelle chapelle qui existait en 1749 ; a été remplacée par la chapelle actuelle, construite en 1773 (date portée par une pierre de fondation sur la façade occidentale), et consacrée le 11 août 1774 ; après la révolution de 1789 elle fut transformée en remise jusqu'au Concordat ; durant la première moitié du XIXe siècle  le chœur fut agrandi et élargi et le campanile carré a remplacé un campanile rond ; en 1934 la sacristie fut construite contre le mur Nord du chœur.
- Chapelle de L'Immaculée-Conception à Bizing construite en 1849. En remplacement d'une ancienne chapelle antérieur à 1834.
- Quinze calvaires sont répartis sur l'ensemble de la commune.

### Héraldique
| Blason de Grindorff-Bizing | Blason  | Parti: au 1er d'or à la bande de gueules chargée de trois alérions d'argent, au 2e d'argent au lion à la queue fourchue et passée en sautoir de gueules, armé, lampassé et couronné d'or. |
| Blason de Grindorff-Bizing | Détails | Le statut officiel du blason reste à déterminer. |